# Oluf Worm (1757-1830)
 Ikke at forveksle med Ole Worm (1588-1654).
Oluf Worm (22. oktober 1757 – 12. september 1830) var en dansk skolemand.
Oluf Worm hed egentlig Oluf (eller Ole) Bagge og var en søn af Provst Christen Sørensen Bagge, sognepræst til Tved i Mols Herred, hvor han fødtes. Hans moder var Margarethe Benedikte Worm, en søster til den lærde rektor i Århus Jens Worm; 1768 kom han i huset hos denne sin morbroder, der var ham som en anden fader, og af hensyn hertil og i erindring om den berømte læge og oldgransker Ole Worm, til hvis efterkommere hans moder hørte, skaffede han sig tilladelse til at antage moderens familienavn.
1775 dimitteredes han fra Aarhus Katedralskole til Københavns Universitet, hvor han, efter at have taget artium og 1776 filosofisk eksamen, gav sig til at studere teologi og filologi. 1779 tog nan teologisk attestats med stor hæder og beskikkedes straks derefter til teologisk dekan på Kommunitetet; næste år underkastede han sig filologisk embedseksamen.
Allerede som ung student regnedes han for et lys blandt sine jævnaldrende; de flinkeste studerende flokkede sig om hans dekanbord i Kommunitetet og holdt deres øvelser under hans dygtige ledelse, og i de 13 år, han opholdt sig i København, knyttede han nøje forbindelse med alt hvad der var fremragende i studenterverdenen, særlig med Rasmus Nyerup, Frederik Sneedorff og Rasmus Møller. Formående velyndere fandt han i Ove Høegh-Guldberg, Bolle Willum Luxdorph og Peter Frederik Suhm, som åbnede ham adgang til deres rige biblioteker, hvor han kunne tilfredsstille sin ivrige studerelyst.
Han levede mest af at manuducere teologiske studerende, mens han stadig selv læste videre; 1784 vandt han den filologiske magistergrad for en sproglig-filosofisk afhandling over et emne fra det nye Testamente, og omtrent ved samme tid var han sin morbroders medhjælper ved udgivelsen af 3. del af hans Lexikon over lærde Mænd. Men i slutningen af 1787 søgte og fik han embedet som rektor ved Horsens lærde Skole, hvilket embede han tiltrådte i januar 1788 og ikke senere ville forlade, skønt man året efter tilbød ham et teologisk professorat i København.
Fra nu af var han skolemand med liv og sjæl og nød den højeste anseelse som lærer og skolebestyrer. Han underviste især i religion, græsk og latin, og alle hans disciple hang ved ham med den største hengivenhed og er enige om at lovprise hans grundige og alvorlige, interessante og vækkende undervisning og takke ham for den rige åndelige påvirkning, han derigennem har givet dem; særlig er han blevet berømmet af sin mest fremragende elev P.O. Brøndsted.
Han satte ingen ærgerrighed i at få sin skole fyldt med et stort antal elever; tværtimod var han meget streng i sine fordringer ved optagelsen, så at skolen kun var forholdsvis fåtallig; men han gjorde næsten alle sine disciple, selv de svagere, til dygtige studenter. Han holdt meget stærkt på den gamle, snævre kreds af undervisningsfag, blandt hvilke de klassiske sprog skulle spille hovedrollen, og var derfor ikke gunstig stemt mod Hertugen af Augustenborgs reformbestræbelser, som tilsigtede en udvidelse af det gamle undervisningsstof ved optagelse af mathematik og andre nye fag; han kritiserede hertugens reformplaner i en erklæring af 1795.
Hans skolevirksomhed optog ham så stærkt, at han for at kunne passe den 1790 afslog en opfordring fra det teologiske fakultet om at skrive en afhandling for doktorgraden, og han blev heller ikke senere hen meget frugtbar som forfatter. Meget anset var en filologisk afhandling af ham om Ciceros tale pro Marcello (København. 1803), hvori han med dygtighed tilbageviste Friedrich August Wolfs vilkårlige og løse påstand om denne tales uægthed. Hans tolkning i skolen af latinske og græske forfatteres værker har sat frugter i en række oversættelser af stykker af Vergil, Horats, Persius og især Juvenal, også af Odysseens 9. bog m. m.; til dels er disse arbejder først udgivet efter hans død; han var også sin ven Rasmus Møllers medhjælper ved hans oversættelse af Livius.
1800 hædredes han med professortitelen, og han var den første rektor, der blev udnævnt til Ridder af Dannebrog (1809); Videnskabernes Selskab ærede ham ved at optage ham som medlem 1823.
I sine sidste år blev han svagelig, og man gav ham derfor en støtte ved at beskikke N.V. Dorph til konrektor for ham 1827; men snart efter søgte han alligevel sin afsked og afskediges 21. februar 1829.
Han døde i Horsens. Hans hustru, Elisabeth Saur, som han ægtede i Horsens 11. november 1788, var en datter af den københavnske Læge Johan Wilhelm Saur; hun overlevede ham
til 1834.